# Bergen (villa)
Bergen es una villa ubicada en el condado de Genesee en el estado estadounidense de Nueva York. En el año 2000 tenía una población de 1,240 habitantes y una densidad poblacional de 773 personas por km².

## Geografía
Bergen se encuentra ubicada en las coordenadas 43°5′0″N 77°56′9″O / 43.08333, -77.93583.

## Demografía
Según la Oficina del Censo en 2000 los ingresos medios por hogar en la localidad eran de $51,016, y los ingresos medios por familia eran $54,327. Los hombres tenían unos ingresos medios de $35,909 frente a los $26,364 para las mujeres. La renta per cápita para la localidad era de $19,689. Alrededor del 3.6% de la población estaban por debajo del umbral de pobreza.